# ウォレン郡区 (アイオワ州ブレマー郡)
ウォレン郡区は、アメリカ合衆国アイオワ州ブレマー郡にある14の郡区の一つである。人口は2010年時点の国勢調査で561人であった。

## 地理
ウォレン郡区の面積は94.9平方キロメートル (36.6 sq mi)で、組み込まれた自治体 (incorporated settlements)はない。
アメリカ地質調査所によると、この郡区にある霊園はカウンティファーム、ウォレン、ウォレン聖公会教会の3ヵ所である。